# Juhl-Sørensen
Juhl-Sørensen A/S er en dansk familieejet virksomhed, der forhandler flygler, klaverer og digitalklaverer. Juhl-Sørensen blev grundlagt den 2. april 1895 i Aarhus og er blandt Danmarks ældste inden for sin branche. Siden 1959 har Juhl-Sørensen været autoriseret forhandler af flygler og klaverer fra Steinway & Sons.
Foruden Steinway & Sons forhandler Juhl-Sørensen instrumenter af mærkerne Boston, Essex, Kawai, Yamaha, Pearl River, Roland, Casio, Korg, Hammond, Nord m.fl.
Virksomheden har butikker i København, Brabrand, Stockholm, Oslo og Helsinki. De to butikker i Danmark markedsføres under navnet Juhl-Sørensen, mens de tre butikker i udlandet markedsføres som Steinway Piano Galleri.
Tidligere havde Juhl-Sørensens butik i København adresse i Bredgade, og butikken i Aarhus var beliggende ved byens rådhusplads. Disse eksklusive adresser er siden blevet opgivet. I dag er Juhl-Sørensens to danske butikker placeret på billigere lokaliteter. Butikken i København er nu beliggende i en tidligere industribygning i Nordvestkvarteret, mens butikken i Jylland er beliggende i et industrikvarter i Brabrand vest for Aarhus.
For at markedsføre sine produkter over for de mange børn, der får klaverundervisning rundt på landets musikskoler, afholder Juhl-Sørensen jævnligt en såkaldt Steinway Piano Festival. Det er en klaverkonkurrence for børn i alderen ca. 7 år til 17 år. Ved deltagelse i klaverkonkurrencen bliver børn introduceret for både Juhl-Sørensen og Steinway & Sons.
Juhl-Sørensen er ejet af de jyske brødre Morten og Michael Juhl-Sørensen. Morten Juhl-Sørensen ejer 80 % af virksomheden, og Michael Juhl-Sørensen ejer de resterende 20 %. Deres ejerskab er organiseret gennem en selskabskonstruktion bestående af tre holdingselskaber: Juhl-Sørensen ejes af holdingselskabet Juhl-Sørensen Holding ApS, der ejes af holdingselskaberne MOJS Holding ApS (med en ejerandel på 80 %) og MIJS Holding ApS (med en ejerandel på 20 %). MOJS Holding er ejet af Morten Juhl-Sørensen, mens MIJS Holding er ejet af Michael Juhl-Sørensen.